# Battista Dossi

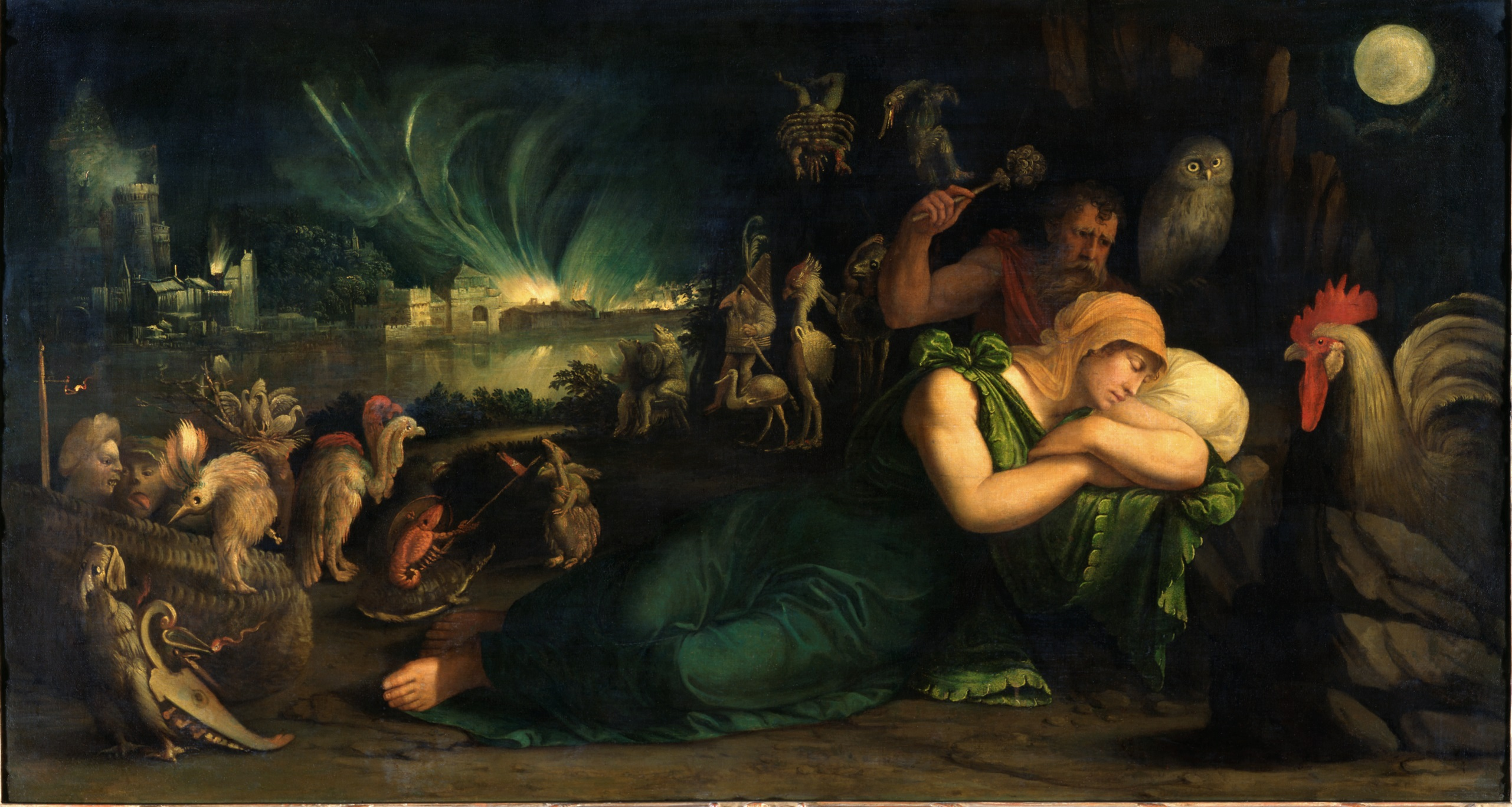
La notte (1544-1548), Gemäldegalerie di Dresda

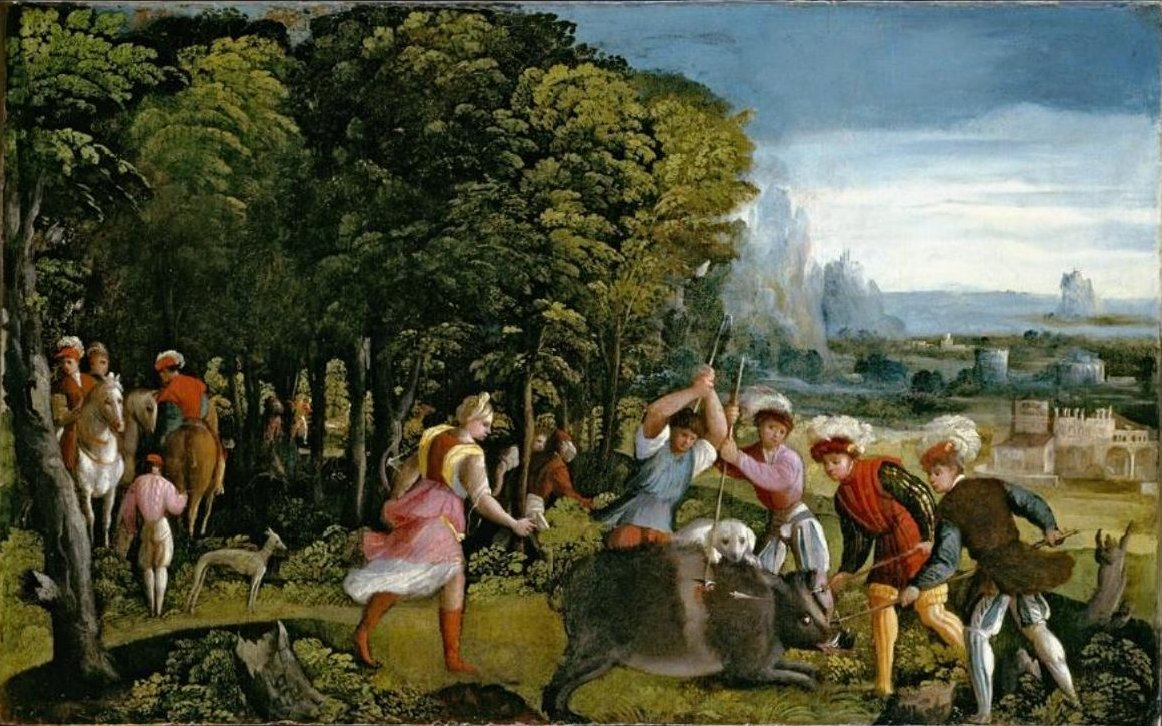
Caccia al cinghiale calidonio (post 1520), El Paso Museum of Art

Battista di Niccolò Luteri, detto comunemente Battista Dossi (San Giovanni del Dosso, prima del 1500 – Ferrara, 1548), è stato un pittore italiano.

## Biografia
Fratello minore di Dosso Dossi, fu attivo pure alla corte estense di Ferrara, sotto Alfonso I e poi sotto Ercole II. Come artista di corte collaborò col fratello in varie imprese, tra cui la decorazione ad affresco di palazzi e ville, la pittura di tele, spesso a tema mitologico e poetico, il disegno di cartoni per arazzi, di scenografie teatrali, di apparati per feste, bandiere, monete e vasellame, nonché l'attività di ritrattista e di creatore di opere devozionali di piccolo e medio formato. Nei registri ducali egli è inoltre ricordato per vari lavori di doratura, decorazione di mobili, carrozze e barche, ma nessuna di queste opere ci è pervenuta.
Nel 1517 si trasferì a Roma, entrando nella bottega di Raffaello. Dopo la morte del maestro (1520) se ne tornò a Ferrara, rientrando al servizio della corte. Tra i suoi allievi ci fu Camillo Filippi.
A Battista viene attribuito il ritratto di Alfonso I d'Este nelle vesti di condottiero con raffigurato sullo sfondo la battaglia di Battaglia di Polesella. Il dipinto ora conservato presso la Galleria Estense di Modena fu realizzato tra il 1534 e il 1536 e attualizza un evento molto caro ad Alfonso avvenuto nel 1509.
Tra le sue opere a soggetto sacro la Natività con santi e i donatori (1536) della Galleria Estense di Modena.
Nel 1544 fu tra i pittori impegnati da Ercole II d'Este per la realizzazione di due dei nove dipinti che decoravano le “stancie nove de corte“, che possono essere individuate con le sale adiacenti alla via Coperta che collegava il Castello Estense con il Palazzo Ducale. Nelle tavole a lui attribuite Battista raffigurò le allegorie della Giustizia e della Pace. Entrambe sono ora conservate presso la Gemäldegalerie di Dresda. Tra il 1544 e il 1548 eseguì sempre per i nuovi appartamenti di Ercole II d'Este l'Aurora, la Notte ora alla Gemäldegalerie di Dresda e il Giorno andato disperso.